# Jestem (album Perfectu)
Jestem – trzeci studyjny album zespołu rockowego Perfect wydany bez udziału wcześniejszego lidera, Zbigniewa Hołdysa. Album został wydany 19 września 1994 na płycie kompaktowej oraz kasecie magnetofonowej. Tytuł albumu, zaczerpnięty z piosenki „Gdy mówię JESTEM”, nawiązuje do reaktywacji grupy, która była niemałą sensacją w tamtym czasie ze względu na konflikt pomiędzy Hołdysem a zespołem. Płyta została ozdobiona okładką, stworzoną przez Edwarda Lutczyna – wykrojone serce, podane na talerzu ze sztućcami. Teksty napisał Bogdan Olewicz, a muzyka została napisana przez zespół, z różnym udziałem poszczególnych członków. Płyta utrzymana jest w ostrym brzmieniu, przy zachowaniu charakterystycznej melodyki Ryszarda Sygitowicza. Znalazło się na niej kilka ballad.

## Kontekst
Płyta była efektem reaktywacji koncertowej działalności zespołu, ale już bez byłego lidera Zbigniewa Hołdysa. W 1993 roku, z inicjatywy menedżera zespołu Seweryna Reszki, zespół podjął próbę powrotu na scenę muzyczną. Reszka sam przyznaje, że powołania do życia grupy było swoistą zemstą na Hołdysie za nieautoryzowane wydanie płyty Perfectu Live April 1'1987. Kontynuacja działalności zespołu była uzależniona od przyjęcia publiki. Ciepła reakcja fanów oraz dobre recenzje z koncertów za granicą (Kanada, USA) oraz w Polsce zachęciły zespół do dalszej działalności koncertowej. Zespół zdecydował się na wydanie płyty. Zbigniew Hołdys był przeciwny reaktywacji grupy i zdecydowanie odciął się od byłych kolegów z zespołu. Napięcia między Sygitowiczem, Markowskim, Nowickim, Szkudelskim, Urnym a Hołdysem doprowadziły do otwartego konfliktu medialnego. Powrót Perfectu na polską scenę muzyczną był sensacją i wpisywał się w szerszy come back polskich zespołów rockowych popularnych w latach 80. Nieporozumienia między Hołdysem a byłymi kolegami z zespołu zwiększały zainteresowanie grupą i jej przyszłym albumem. Tuż przed nagraniem albumu z zespołu odszedł Andrzej Urny, któremu podziękowano za współpracę z powodu nadużywania alkoholu. Urnego zastąpił wrocławski gitarzysta, Jacek Krzaklewski, który brał udział w trasie Perfectu po USA w 1989 roku wraz z Hołdysem.

## Realizacja
Nagrania utworów dokonano w studio nagrań Winicjusza Chrósta SYSTEM w Sulejówku w okresie czerwiec – wrzesień 1994 roku. Praca nad materiałem była intensywna, ale realizowana w luźnej atmosferze. Trudniejsza okazała się realizacja nagrań. Produkcją początkowo zajął się Wojciech Przybylski, ale zrezygnował z dalszej współpracy, oświadczając otwarcie, że nie jest już zainteresowany Perfectem. Zarejestrował na wielośladzie tylko poszczególne instrumenty. Materiał zgrywał już Rafał Paczkowski, który wg Bogdana Olewicza miał inną wizję co do brzmienia płyty, chcąc dostosować brzmienie do popularnego wówczas brit popu. Ostatecznie produkcję dokończył Włodzimierz Kowalczyk.
W „Ołowianej kuli” gościnnie udział wziął Wojciech Jan Pytkowski, który został wypatrzony przez Nowickiego na imprezie u lidera grupy Houk. Po trzecim podejściu nagrał swoją przygrywkę do utworu. Podczas trasy promującej album Jestem, Pytkowski wychodził na scenę i odgrywał swoją partię.
Utwór „Kołysanka dla nieznajomej” był nagrany z użyciem dwunastostrunowej gitary Jana Borysewicza, na której wcześniej został nagrany przebój Lady Pank „Zawsze tam, gdzie ty”. Gitara została wypożyczona po uwadze realizatora Rafała Paczkowskiego, który uważał, że przy użyciu tego instrumentu kompozycja najlepiej wybrzmi.
Teksty utworów w dużym stopniu stanowią opis rzeczywistości. Mówią o sytuacji w ówczesnej Polsce. Wytykane są błędy przemian ustrojowych, nowe w ocenie autorów zjawiska, jak żebractwo, bezrobocie, morderstwa, kontakty z narkotykami wśród młodzieży, działalność mafii („Całkiem inny kraj”). Utwór „Rzeczy do zrobienia” to natomiast typowy hymn dorastających nastolatków (mężczyzn).

## Lista utworów
1. „Nie daj się zabić” (muzyka: R. Sygitowicz, A. K. Nowicki, G. Markowski, P. Szkudelski, słowa: B. Olewicz) – 3:33
2. „Siódma czytanka dla Janka” (muzyka: R. Sygitowicz, A. K. Nowicki, G. Markowski, A. Urny, P. Szkudelski, słowa: B. Olewicz) – 4:11
3. „Oddech Rosji” (muzyka: R. Sygitowicz, A. K. Nowicki, G. Markowski, P. Szkudelski, słowa: B. Olewicz) – 4:23
4. „Całkiem inny kraj” (muzyka: R. Sygitowicz, A. K. Nowicki, G. Markowski, A. Urny, P. Szkudelski, słowa: B. Olewicz) – 5:51
5. „Bujanie w obłokach” (muzyka: R. Sygitowicz, A. K. Nowicki, G. Markowski, P. Szkudelski, słowa: B. Olewicz) – 4:04
6. „Rzeczy do zrobienia” (muzyka: R. Sygitowicz, A. K. Nowicki, G. Markowski, J. Krzaklewski P. Szkudelski, słowa: B. Olewicz) – 3:49
7. „Gdy mówię JESTEM” (muzyka: R. Sygitowicz, A. K. Nowicki, G. Markowski, J. Krzaklewski P. Szkudelski, słowa: B. Olewicz) – 6:17
8. „Adrenalina” (muzyka: R. Sygitowicz, A. K. Nowicki, G. Markowski, J. Krzaklewski P. Szkudelski, słowa: B. Olewicz) – 4:55
9. „Z życia idola” (muzyka: R. Sygitowicz, A. K. Nowicki, G. Markowski, P. Szkudelski, słowa: B. Olewicz) – 4:27
10. „Cygańska pieśń miłosna” (muzyka: R. Sygitowicz, A. K. Nowicki, G. Markowski, P. Szkudelski, słowa: B. Olewicz) – 2:07
11. „Ołowiana kula” (muzyka: R. Sygitowicz, A. K. Nowicki, G. Markowski, P. Szkudelski, słowa: B. Olewicz) – 5:03
12. „Kołysanka dla nieznajomej” (muzyka: R. Sygitowicz, A. K. Nowicki, G. Markowski, P. Szkudelski, słowa: B. Olewicz) – 3:35

Kompozycje podpisano zespołowo ze względu na kwestie związane z tantiemami autorskimi i chęcią bardziej sprawiedliwego podziału zysków. Wbrew informacjom w opisie albumu, wyłącznymi kompozytorami przy niektórych utworach byli: Ryszard Sygitowicz („Bujanie w obłokach”, „Siódma czytanka dla Janka”, „Nie daj się zabić”, „Oddech Rosji”), Ryszard Sygitowicz i Grzegorz Markowski („Całkiem inny kraj”, „Ołowiana kula”), Andrzej Nowicki („Adrenalina”, „Kołysanka dla nieznajomej”).

## Promocja
Płyta była promowana dwoma singlami: „Całkiem inny kraj” / „Ołowiana kula” oraz „Nie daj się zabić” / „Gdy mówię „jestem” / „Bujanie w obłokach” / „Adrenalina”. Oba single były wydane z przeznaczeniem dla promocji w stacjach radiowych i nie były przeznaczone do sprzedaży.
Zespół nagrał także teledyski do utworów: „Oddech Rosji”, „Całkiem inny kraj”, „Kołysanka dla nieznajomej”, które zrealizował Laco Adamik. Teledyski były emitowane w TVP (Muzyczna Jedynka), RTL7.

## Twórcy

### Perfect
- Grzegorz Markowski – wokal
- Ryszard Sygitowicz – gitary
- Jacek Krzaklewski – gitara
- Andrzej Nowicki – gitara basowa
- Piotr Szkudelski – perkusja

### Gościnnie
- Wojciech Jan Pytkowski – harmonijka ustna w utworze "Ołowiana kula".

## Nagrody i sprzedaż
24 czerwca 1997 roku nagrania uzyskały certyfikat złotej płyty, za sprzedaż ponad 50 000 egzemplarzy.

## Wydania
| Data       | Wydawnictwo             | Format | Katalog     |
| ---------- | ----------------------- | ------ | ----------- |
| 19.09.1994 | Koch International      | CD     | 3-3837-2    |
| 19.09.1994 | Koch International      | MC     | 3-3837-2 MC |
| 25.01.2016 | MTJ Agencja Artystyczna | CD     | CDMTJ11638  |
| 22.04.2016 | MTJ Agencja Artystyczna | 2 LP   | LP99904     |